# Molophilus trifilatus
Molophilus trifilatus là một loài ruồi trong họ Limoniidae. Chúng phân bố ở miền Cổ bắc.